# Federazione francese di Judo Ju jitsu Kendo e Discipline Associate
La Federazione francese di Judo Ju jitsu Kendo e Discipline Associate (in francese Fédération française de judo et disciplines associées abbreviata in FFJDA) è l'organo che governa il judo in Francia.L'associazione sportiva che si propone di promuovere la pratica del Judo e discipline associate composto da Jujitsu, Kendō, Iaidō, Sport Chanbara, Jodo, Naginata, Kyudo, Sumo e Taiso.
La BJA fa parte del International Judo Federation ed è membro della European Judo Union. Organizza le manifestazioni judoistiche locali.
La federazione è stata fondata il 5 dicembre 1946 sotto il nome di Federazione Francese di Judo e Jujitsu (FFJJJ), il suo primo presidente fu Paolo Bonet-Maury , che mantenne la carica fino al 1956. È stato dichiarato di pubblica utilità 2 agosto 1991.
La Federazione ha 34 campionati regionali e 85 comitati dipartimentali.
Oggi la FFJDA è la quarta federazione sportiva francesi del numero dei soci, con circa 592.000 membri in 2011 .
L'attuale presidente della federazione, eletto nel 2005 , è l'ex judoka Jean-Luc Rouge, il primo campione del mondo nella storia del judo transaplino .

## Presidenti
- 1946-1956: Paul-Bonet Maury
- 1956: Paul de Rocca-Serra
- 1956-1961: Jean Pimentel
- 1966-1972: George Pfeifer
- 1973-1980: René Audran
- 1981-1986: George Pfeifer
- 1986-1992: Daniel Berthelot
- 1992-2005: Michel Vial
- 2005-: Jean-Luc Rouge

## Elenco dei Direttori Tecnici
- 1961-1966: Robert Bulat
- 1966-1976: Henri Courtine
- 1976-1986: Pierre Guichard
- 1986-1997: Jean-Luc Rouge
- 1997-2005: Fabien Canu
- 2005-2009: Brigitte Deydier
- 2009-: Jean-Claude Senaud